# Football à 5 aux Jeux paralympiques d'été de 2012
Navigation
Pékin 2008 Rio de Janeiro 2016
Les matchs de football à 5 aux Jeux paralympiques d'été de 2012 organisés à Londres (Royaume-Uni), se dérouleront dans la Riverbank Arena du 31 août 2012 au 8 septembre 2012. Ce sport est joué par des athlètes ayant une déficience visuelle, avec une balle possédant un dispositif à l'intérieur générant du bruit .  
C'est la troisième édition du football à 5 aux Jeux paralympiques, c'est le Brésil qui remporte le tournoi.

## Villes et stades
| Riverbank Arena             |
| 51° 32′ 58″ N, 0° 01′ 14″ O |
| Capacité : 15 000           |
| Le stade Riverbank Arena    |

## Qualification
L'Équipe du Brésil de football à 5 est le tenant du titre.
| Compétition                                  | Date             | Lieu        | Places | Qualifiés       |
| -------------------------------------------- | ---------------- | ----------- | ------ | --------------- |
| Pays organisateur                            |                  |             | 1      | Grande-Bretagne |
| Championnat du Monde de football à 5 2010    | 22 août 2010     | Royaume-Uni | 1      | Brésil          |
| Championnat d'Europe de football à 5 2011    | 1er juillet 2011 | Turquie     | 2      | France Espagne  |
| Football à 5 aux jeux parapanaméricains 2011 | 20 novembre 2011 | Mexique     | 1      | Argentine       |
| Football à 5 aux jeux parasiatiques 2010     | 18 décembre 2010 | Chine       | 1      | Chine           |
| Wild Card                                    |                  |             | 2      | Turquie Iran    |
| Total                                        |                  |             | 8      |                 |

## Les groupes

### Groupe A
| Rang | Équipe          | Pts | J | G | N | P | Bp | Bc | Diff |
| ---- | --------------- | --- | - | - | - | - | -- | -- | ---- |
| 1    | Espagne         | 5   | 3 | 1 | 2 | 0 | 3  | 1  | +2   |
| 2    | Argentine       | 5   | 3 | 1 | 2 | 0 | 2  | 0  | +2   |
| 3    | Iran            | 3   | 3 | 1 | 0 | 2 | 1  | 4  | -3   |
| 4    | Grande-Bretagne | 2   | 3 | 0 | 2 | 1 | 1  | 2  | -1   |

|  | Qualifié pour les demi-finales de la compétition.                                                                  |
|  | Pts points ; G victoires ; N match nuls ; P défaites Bp buts marqués ; Bc buts encaissés ; Diff différence de buts |

| 31 août 2012 | Iran    | 0-2   | Argentine    | Riverbank Arena, Londres                          |                                                   |
| 13 h 30 CEST |         | (0-0) | Velo 27e 48e | Spectateurs : 1 985 Arbitrage : François Carcouet | Spectateurs : 1 985 Arbitrage : François Carcouet |
| 13 h 30 CEST | Rapport |       |              | Spectateurs : 1 985 Arbitrage : François Carcouet | Spectateurs : 1 985 Arbitrage : François Carcouet |

| 31 août 2012 | Grande-Bretagne         | 1-1   | Espagne                  | Riverbank Arena, Londres                      |                                               |
| 15 h 30 CEST | Clarke 20e · Harris 15e | (1-1) | Martín Gaitán 22e (pen.) | Spectateurs : 2 630 Arbitrage : Lucio Morgado | Spectateurs : 2 630 Arbitrage : Lucio Morgado |
| 15 h 30 CEST | Rapport                 |       |                          | Spectateurs : 2 630 Arbitrage : Lucio Morgado | Spectateurs : 2 630 Arbitrage : Lucio Morgado |

| 2 septembre 2012 | Espagne               | 2-0   | Iran                       | Riverbank Arena, Londres                      |                                               |
| 13 h 30 CEST     | Martín Gaitán 13e 22e | (2-0) | Shah Hosseini Ardekani 49e | Spectateurs : 1 996 Arbitrage : Lucio Morgado | Spectateurs : 1 996 Arbitrage : Lucio Morgado |
| 13 h 30 CEST     | Rapport               |       |                            | Spectateurs : 1 996 Arbitrage : Lucio Morgado | Spectateurs : 1 996 Arbitrage : Lucio Morgado |

| 2 septembre 2012 | Argentine | 0-0   | Grande-Bretagne | Riverbank Arena, Londres                          |                                                   |
| 15 h 30 CEST     |           | (0-0) |                 | Spectateurs : 2 179 Arbitrage : François Carcouet | Spectateurs : 2 179 Arbitrage : François Carcouet |
| 15 h 30 CEST     | Rapport   |       |                 | Spectateurs : 2 179 Arbitrage : François Carcouet | Spectateurs : 2 179 Arbitrage : François Carcouet |

| 4 septembre 2012 | Espagne               | 0-0   | Argentine | Riverbank Arena, Londres                      |                                               |
| 13 h 30 CEST     | El Haddaoui Rabii 25e | (0-0) |           | Spectateurs : 1 836 Arbitrage : Lucio Morgado | Spectateurs : 1 836 Arbitrage : Lucio Morgado |
| 13 h 30 CEST     | Rapport               |       |           | Spectateurs : 1 836 Arbitrage : Lucio Morgado | Spectateurs : 1 836 Arbitrage : Lucio Morgado |

| 4 septembre 2012 | Grande-Bretagne | 0-1   | Iran                                                           | Riverbank Arena, Londres                          |                                                   |
| 15 h 30 CEST     |                 | (0-1) | Shah Hosseini Ardekani 21e (pen.) · Zadaliasghari Yengejeh 48e | Spectateurs : 2 273 Arbitrage : François Carcouet | Spectateurs : 2 273 Arbitrage : François Carcouet |
| 15 h 30 CEST     | Rapport         |       |                                                                | Spectateurs : 2 273 Arbitrage : François Carcouet | Spectateurs : 2 273 Arbitrage : François Carcouet |

### Groupe B
| Rang | Équipe  | Pts | J | G | N | P | Bp | Bc | Diff |
| ---- | ------- | --- | - | - | - | - | -- | -- | ---- |
| 1    | Brésil  | 7   | 3 | 2 | 1 | 0 | 5  | 0  | +5   |
| 2    | France  | 5   | 3 | 1 | 2 | 0 | 1  | 0  | +1   |
| 3    | Chine   | 4   | 3 | 1 | 1 | 1 | 4  | 1  | +3   |
| 4    | Turquie | 0   | 3 | 0 | 0 | 3 | 0  | 9  | -9   |

|  | Qualifié pour les demi-finales de la compétition.                                                                  |
|  | Pts points ; G victoires ; N match nuls ; P défaites Bp buts marqués ; Bc buts encaissés ; Diff différence de buts |

| 31 août 2012 | Brésil       | 0-0 | France | Riverbank Arena, Londres                           |                                                    |
| 9 h CEST     | da Silva 48e | (-) |        | Spectateurs : 1 202 Arbitrage : Mariano Travaglino | Spectateurs : 1 202 Arbitrage : Mariano Travaglino |
| 9 h CEST     | Rapport      |     |        | Spectateurs : 1 202 Arbitrage : Mariano Travaglino | Spectateurs : 1 202 Arbitrage : Mariano Travaglino |

| 31 août 2012 | Chine                                   | 4-0   | Turquie | Riverbank Arena, Londres                       |                                                |
| 11 h CEST    | Zheng 2e 50e · Li 13e (pen.) · Wang 46e | (2-0) |         | Spectateurs : 1 938 Arbitrage : Paul Leversuch | Spectateurs : 1 938 Arbitrage : Paul Leversuch |
| 11 h CEST    | Rapport                                 |       |         | Spectateurs : 1 938 Arbitrage : Paul Leversuch | Spectateurs : 1 938 Arbitrage : Paul Leversuch |

| 2 septembre 2012 | Turquie    | 0-4   | Brésil                                             | Riverbank Arena, Londres                           |                                                    |
| 9 h CEST         | Cavdar 21e | (0-3) | Goncalves 4e 38e · Alves 14e · da Silva 24e (pen.) | Spectateurs : 1 438 Arbitrage : Mariano Travaglino | Spectateurs : 1 438 Arbitrage : Mariano Travaglino |
| 9 h CEST         | Rapport    |       |                                                    | Spectateurs : 1 438 Arbitrage : Mariano Travaglino | Spectateurs : 1 438 Arbitrage : Mariano Travaglino |

| 2 septembre 2012 | France  | 0-0   | Chine | Riverbank Arena, Londres                       |                                                |
| 11 h CEST        |         | (0-0) |       | Spectateurs : 1 554 Arbitrage : Paul Leversuch | Spectateurs : 1 554 Arbitrage : Paul Leversuch |
| 11 h CEST        | Rapport |       |       | Spectateurs : 1 554 Arbitrage : Paul Leversuch | Spectateurs : 1 554 Arbitrage : Paul Leversuch |

| 4 septembre 2012 | Brésil        | 1-0   | Chine | Riverbank Arena, Londres                       |                                                |
| 9 h CEST         | Goncalves 22e | (1-0) |       | Spectateurs : 931 Arbitrage : Germinal Lubrano | Spectateurs : 931 Arbitrage : Germinal Lubrano |
| 9 h CEST         | Rapport       |       |       | Spectateurs : 931 Arbitrage : Germinal Lubrano | Spectateurs : 931 Arbitrage : Germinal Lubrano |

| 4 septembre 2012 | France            | 1-0   | Turquie  | Riverbank Arena, Londres                           |                                                    |
| 11 h CEST        | Labarre 4e (pen.) | (1-0) | Uslu 48e | Spectateurs : 1 421 Arbitrage : Mariano Travaglino | Spectateurs : 1 421 Arbitrage : Mariano Travaglino |
| 11 h CEST        | Rapport           |       |          | Spectateurs : 1 421 Arbitrage : Mariano Travaglino | Spectateurs : 1 421 Arbitrage : Mariano Travaglino |

## Le classement

### 5e-8eplaces demi-finales
| 6 septembre 2012 | Iran           | 1-0   | Turquie | Riverbank Arena, Londres                    |                                             |
| 9 h CEST         | Rajab Pour 19e | (1-0) |         | Spectateurs : 1 510 Arbitrage : Niels Haupt | Spectateurs : 1 510 Arbitrage : Niels Haupt |
| 9 h CEST         | Rapport        |       |         | Spectateurs : 1 510 Arbitrage : Niels Haupt | Spectateurs : 1 510 Arbitrage : Niels Haupt |

| 6 septembre 2012 | Chine         | 1-1 (2 – 1 tab) | Grande-Bretagne         | Riverbank Arena, Londres                          |                                                   |
| 11 h 15 CEST     | Li 40e (pen.) | (0-0)           | English 47e             | Spectateurs : 1 893 Arbitrage : Juan Carlos Paule | Spectateurs : 1 893 Arbitrage : Juan Carlos Paule |
| 11 h 15 CEST     | Rapport       |                 |                         | Spectateurs : 1 893 Arbitrage : Juan Carlos Paule | Spectateurs : 1 893 Arbitrage : Juan Carlos Paule |
| 11 h 15 CEST     | Li · Wang     | Tirs au but     | Clarke · English · Seal | Spectateurs : 1 893 Arbitrage : Juan Carlos Paule | Spectateurs : 1 893 Arbitrage : Juan Carlos Paule |

### 7e-8eplace
| 8 septembre 2012 | Turquie | 0-2   | Grande-Bretagne      | Riverbank Arena, Londres                       |                                                |
| 9 h CEST         |         | (0-1) | Seal 5e · Clarke 48e | Spectateurs : 969 Arbitrage : Germinal Lubrano | Spectateurs : 969 Arbitrage : Germinal Lubrano |
| 9 h CEST         | Rapport |       |                      | Spectateurs : 969 Arbitrage : Germinal Lubrano | Spectateurs : 969 Arbitrage : Germinal Lubrano |

### 5e-6eplace
| 8 septembre 2012 | Iran                                                          | 0-0 (0 – 1 tab) | Chine             | Riverbank Arena, Londres                          |                                                   |
| 11 h 15 CEST     |                                                               | (0-0)           |                   | Spectateurs : 1 603 Arbitrage : François Carcouet | Spectateurs : 1 603 Arbitrage : François Carcouet |
| 11 h 15 CEST     | Rapport                                                       |                 |                   | Spectateurs : 1 603 Arbitrage : François Carcouet | Spectateurs : 1 603 Arbitrage : François Carcouet |
| 11 h 15 CEST     | Shalhavizadeh · Shah Hosseini Ardekani · Pourrazavi Haftdaran | Tirs au but     | Wang · Wang · Lin | Spectateurs : 1 603 Arbitrage : François Carcouet | Spectateurs : 1 603 Arbitrage : François Carcouet |

## Tableau final
|  | Demi-finales         | Demi-finales         |        |   | Finale               | Finale               |
|  | Demi-finales         | Demi-finales         |        |   | Finale               | Finale               |
|  |                      |                      |        |   |                      |                      |
|  | 6 septembre, Londres | 6 septembre, Londres |        |   | 8 septembre, Londres | 8 septembre, Londres |
|  | 6 septembre, Londres | 6 septembre, Londres |        |   | 8 septembre, Londres | 8 septembre, Londres |
|  | Espagne              | 0                    |        |   | 8 septembre, Londres | 8 septembre, Londres |
|  | Espagne              | 0                    |        |   | 8 septembre, Londres | 8 septembre, Londres |
|  | France               | 2                    |        |   | 8 septembre, Londres | 8 septembre, Londres |
|  | France               | 2                    | Brésil | 2 |                      |                      |
|  | 6 septembre, Londres |                      | Brésil | 2 |                      |                      |
|  |                      | France               | 0      |   |                      |                      |
|  | Brésil               | France               | 0      | 1 |                      |                      |
|  | Brésil               |                      |        | 1 |                      |                      |
|  | Argentine            | 0                    |        |   |                      |                      |
|  | Argentine            | 0                    |        |   |                      |                      |

### Demi-finales
| 6 septembre 2012 | Espagne           | 0-2   | France            | Riverbank Arena, Londres                      |                                               |
| 13 h 30 CEST     | Martín Gaitán 23e | (0-1) | Villeroux 23e 49e | Spectateurs : 1 796 Arbitrage : Lucio Morgado | Spectateurs : 1 796 Arbitrage : Lucio Morgado |
| 13 h 30 CEST     | Rapport           |       |                   | Spectateurs : 1 796 Arbitrage : Lucio Morgado | Spectateurs : 1 796 Arbitrage : Lucio Morgado |

| 6 septembre 2012 | Brésil                    | 0-0 (1 – 0 tab) | Argentine                | Riverbank Arena, Londres                          |                                                   |
| 15 h 45 CEST     |                           | (0-0)           |                          | Spectateurs : 2 016 Arbitrage : François Carcouet | Spectateurs : 2 016 Arbitrage : François Carcouet |
| 15 h 45 CEST     | Rapport                   |                 |                          | Spectateurs : 2 016 Arbitrage : François Carcouet | Spectateurs : 2 016 Arbitrage : François Carcouet |
| 15 h 45 CEST     | da Silva · Lopes dos Reis | Tirs au but     | Sacayan · Velo · Padilla | Spectateurs : 2 016 Arbitrage : François Carcouet | Spectateurs : 2 016 Arbitrage : François Carcouet |

### Match pour la troisième place
| 8 septembre 2012 | Espagne                        | 0-0 (1 – 0 tab) | Argentine                | Riverbank Arena, Londres                      |                                               |
| 13 h 30 CEST     | Muñoz 41e                      | (0-0)           | Padilla 41e · Velo 48e   | Spectateurs : 1 785 Arbitrage : Lucio Morgado | Spectateurs : 1 785 Arbitrage : Lucio Morgado |
| 13 h 30 CEST     | Rapport                        |                 |                          | Spectateurs : 1 785 Arbitrage : Lucio Morgado | Spectateurs : 1 785 Arbitrage : Lucio Morgado |
| 13 h 30 CEST     | Martín Gaitán · Rosado · Giera | Tirs au but     | Rodriguez · Velo · Deldo | Spectateurs : 1 785 Arbitrage : Lucio Morgado | Spectateurs : 1 785 Arbitrage : Lucio Morgado |

### Finale
| 8 septembre 2012 | France  | 0-2   | Brésil                                | Riverbank Arena, Londres                           |                                                    |
| 15 h 45 CEST     |         | (0-1) | Da Silva 22e (pen.) · Baron 42e (csc) | Spectateurs : 1 990 Arbitrage : Mariano Travaglino | Spectateurs : 1 990 Arbitrage : Mariano Travaglino |
| 15 h 45 CEST     | Rapport |       |                                       | Spectateurs : 1 990 Arbitrage : Mariano Travaglino | Spectateurs : 1 990 Arbitrage : Mariano Travaglino |

## Classement des équipes
| Rang | Équipe          | MJ | V-N-D |
| ---- | --------------- | -- | ----- |
| 1    | Brésil          | 5  | 3-2-0 |
| 2    | France          | 5  | 2-2-1 |
| 3    | Espagne         | 5  | 1-3-1 |
| 4    | Argentine       | 5  | 1-4-0 |
| 5    | Chine           | 5  | 1-3-1 |
| 6    | Iran            | 5  | 2-1-2 |
| 7    | Grande-Bretagne | 5  | 1-3-1 |
| 8    | Turquie         | 5  | 0-0-5 |

## Arbitres
7 arbitres ont été sélectionnés pour officier lors de cette compétition.
- Allemagne : Niels Haupt
- Argentine : Mariano Travaglino
- Argentine : Germinal Lubrano
- Brésil : Lúcio Morgado
- Espagne : Juan Carlos Paule
- France : François Carcouet
- Grande-Bretagne : Paul Leversuch

## Statistiques

### Classement des buteurs
| 3 buts - Martín Gaitán - Jeffinho 2 buts - Silvio Velo - Gabriel da Silva - Wenfa Zheng - Xiaoqiang Li - Clarke - Frédéric Villeroux 1 but - Ricardinho - Yafeng Wang - Daniel English - David Labarre - Shah Hosseini Ardekani - Rajab Pour 1 but contre son camp - Baron contre le Brésil |

### Avertissements
| cartons jaunes 1 carton jaune - Froilán Padilla - Silvio Velo - Gabriel da Silva - Darren Harris - Ali Cavadar - Martín Gaitán - El Haddaoui Rabii - Francisco Muñoz - Zadaliasghari Yengejeh - Shah Hosseini Ardekani |